# Cienciometria
A cienciometria (também denominada cientometria) é um ramo da sociologia das ciências e da ciência da informação que procura estudar aspectos quantitativos da ciência e da produção científica, quer como uma disciplina, quer como uma atividade econômica, o que permite uma maior compreensão de sua estrutura, evolução e conexões. O termo foi cunhado em 1966 pelo químico soviético Vasily Nalimov. Um dos principais pensadores a desenvolver a questão da cienciometria foi o britânico Derek de Solla Price.
Os resultados científicos, de modo geral, são comumente divulgados através de duas atividades: (i) producões científicas e (ii) aplicacões técnológicas. Produções científicas se dão por meio de diversos canais de comunicações no meio acadêmico, tais como: resumos, resumos estendidos, relatórios técnicos, artigos cientificos, livros, etc. Em um âmbito mais informal (e.g., fórums de discussão, blogs) também é possível encontrar discussões e produções científicas. Aplicações com potencial tecnológico (e.g., produtos, processos) podem ser patenteadas a fim de garantir ao seu titular a proteção e exclusividade de seu produto ou processo. O uso e depósito de patentes é definido através dos direitos de Propriedade Industrial, cujos normativos legais são em Portugal o Código da Propriedade Industrial e no Brasil a Lei da Propriedade Industrial.
As principais ferramentas da cienciometria são derivadas da bibliometria, através de medidas relacionadas à publicação de trabalhos científicos. Tem sido amplamente empregada na avaliação da qualidade de periódicos, instituições e cientistas; o que tem levantado uma série de críticas e questionamentos sobre a validade de tal uso e os métodos empregados.

## Bases de Dados
Alguns exemplos de bases de dados que armazenam, indexam e analisam producões científicas pode-se listar: 
- Web of Science
- Scielo
- Scopus
- Google Scholar
- PubMed

## Indicadores
Alguns dos principais indicadores na análise cienciométrica são:
1. Número de trabalhos. Quantidade de artigos, livros, capítulos de livros, relatórios, etc. produzidos pelo cientista ou instituição ou publicadas por um grupo editorial. É uma medida da produtividade do agente científico.
2. Número de citações. Total de vezes que um trabalho de um cientista, instituição, país ou publicação em um periódico foi mencionado em outros trabalhos. É uma medida da relevância do trabalho.
3. Co-autorias. Número de trabalhos realizados em colaboração com outros cientistas ou instituições. É uma medida da inserção do cientista ou da instituição no ambiente científico.
4. Número de patentes. Quantidade de patentes registradas ou pedidas por cientistas, grupos ou instituições derivadas dos trabalhos desenvolvidos pelos agentes científicos. É uma medida dos resultados práticos dos trabalhos.
5. Número de citações de patentes. Total de vezes que uma dada patente é mencionada no pedido de novas patentes. É uma medida da relevância da patente.
6. Mapeamento de países e campos científicos.  Permite a identificação do ranqueamento de diferentes países em relação a cooperação científica global.

Outros indicadores são: premiações, bolsas, número de orientações acadêmicas, citações em mídias tradicionais.

### Temas de interesse para Cientometria
- Crescimento quantitativo da produção científica;
- Desenvolvimento de uma campo ou subcampo de conhecimento;
- Relacionamento entre produção de ciência e tecnologia;
- Obsolescência de paradigmas científicos;
- Rede de comunicação entre cientistas;
- Relacionamento entre desenvolvimento científico e crescimento econômico.

### Aplicação de Técnicas Cientométricas
- Identificação de tendências e crescimento do conhecimento em diferentes áreas;
- Investigar cobertura de uma publicação a partir de um núcleo e de fontes secundárias;
- Identificação dos atores de diferentes áreas;
- Estudar a utilidade do serviço para divulgação seletiva da informação;
- Prever tendências em publicações.
- Estudar a dispersão e obsolescência de literatura científica;
- Suporte ao processo de indexação, classificação e geração automática de resumos;
- Análise da produtividade de editores, autores individuais, organizações e países.

## Programas para Análise Cientométrica
Alguns programas que auxíliam na atividade cientométrica:
- Bibexcel[6]
- Sci2 Tool[7]
- CiteSpace II[8]
- NetworkWorkbench[9]

## Cientometria 2.0
O termo cientometria 2.0 é usado para delimitar novas formas cientometricas usadas após o advento de tecnologias da informação, como mineração de dados, que permitem encontrar informacoes com grande potencial de analise academica em um grande volume de dados em base de dados e outros depósitos de informação. Entre essas novas formas, destaca-se o uso da altmetria. 